# Dziegciów
Dziegciów (ukr. Дігтів) – wieś na Ukrainie na terenie rejonu włodzimierskiego w obwodzie wołyńskim, liczy 339 mieszkańców.